# Ayagawa, Kagawa
Ayagawa (綾川町 Ayagawa-chō) là thị trấn thuộc huyện Ayauta, tỉnh Kagawa. Tính đến ngày 1 tháng 10 năm 2020, dân số thị trấn ước tính là 22.693 người và mật độ dân số là 210 người/km2. Tổng diện tích thành phố là 109,75 km2.

## Địa lý

### Khí hậu
| Dữ liệu khí hậu của Ayagawa              | Dữ liệu khí hậu của Ayagawa | Dữ liệu khí hậu của Ayagawa | Dữ liệu khí hậu của Ayagawa | Dữ liệu khí hậu của Ayagawa | Dữ liệu khí hậu của Ayagawa | Dữ liệu khí hậu của Ayagawa | Dữ liệu khí hậu của Ayagawa | Dữ liệu khí hậu của Ayagawa | Dữ liệu khí hậu của Ayagawa | Dữ liệu khí hậu của Ayagawa | Dữ liệu khí hậu của Ayagawa | Dữ liệu khí hậu của Ayagawa | Dữ liệu khí hậu của Ayagawa |
| Tháng                                    | 1                           | 2                           | 3                           | 4                           | 5                           | 6                           | 7                           | 8                           | 9                           | 10                          | 11                          | 12                          | Năm                         |
| ---------------------------------------- | --------------------------- | --------------------------- | --------------------------- | --------------------------- | --------------------------- | --------------------------- | --------------------------- | --------------------------- | --------------------------- | --------------------------- | --------------------------- | --------------------------- | --------------------------- |
| Cao kỉ lục °C (°F)                       | 18.5 (65.3)                 | 24.4 (75.9)                 | 27.2 (81.0)                 | 30.2 (86.4)                 | 33.3 (91.9)                 | 35.5 (95.9)                 | 37.6 (99.7)                 | 37.7 (99.9)                 | 36.6 (97.9)                 | 32.4 (90.3)                 | 25.8 (78.4)                 | 21.9 (71.4)                 | 37.7 (99.9)                 |
| Trung bình ngày tối đa °C (°F)           | 9.2 (48.6)                  | 10.1 (50.2)                 | 13.9 (57.0)                 | 19.9 (67.8)                 | 25.0 (77.0)                 | 27.6 (81.7)                 | 31.6 (88.9)                 | 33.0 (91.4)                 | 28.7 (83.7)                 | 22.9 (73.2)                 | 17.1 (62.8)                 | 11.6 (52.9)                 | 20.9 (69.6)                 |
| Trung bình ngày °C (°F)                  | 4.5 (40.1)                  | 5.0 (41.0)                  | 8.2 (46.8)                  | 13.6 (56.5)                 | 18.6 (65.5)                 | 22.3 (72.1)                 | 26.4 (79.5)                 | 27.3 (81.1)                 | 23.2 (73.8)                 | 17.3 (63.1)                 | 11.6 (52.9)                 | 6.7 (44.1)                  | 15.4 (59.7)                 |
| Tối thiểu trung bình ngày °C (°F)        | 0.0 (32.0)                  | −0.1 (31.8)                 | 2.5 (36.5)                  | 7.4 (45.3)                  | 12.5 (54.5)                 | 17.8 (64.0)                 | 22.2 (72.0)                 | 22.8 (73.0)                 | 18.9 (66.0)                 | 12.5 (54.5)                 | 6.5 (43.7)                  | 1.9 (35.4)                  | 10.4 (50.7)                 |
| Thấp kỉ lục °C (°F)                      | −6.4 (20.5)                 | −6.9 (19.6)                 | −4.7 (23.5)                 | −2.5 (27.5)                 | 1.7 (35.1)                  | 8.5 (47.3)                  | 14.0 (57.2)                 | 15.3 (59.5)                 | 7.4 (45.3)                  | 1.5 (34.7)                  | −1.2 (29.8)                 | −4.9 (23.2)                 | −6.9 (19.6)                 |
| Lượng Giáng thủy trung bình mm (inches)  | 41.0 (1.61)                 | 48.0 (1.89)                 | 85.2 (3.35)                 | 79.5 (3.13)                 | 111.4 (4.39)                | 164.4 (6.47)                | 168.8 (6.65)                | 105.7 (4.16)                | 169.9 (6.69)                | 120.3 (4.74)                | 62.9 (2.48)                 | 52.2 (2.06)                 | 1.212,3 (47.73)             |
| Số ngày giáng thủy trung bình (≥ 1.0 mm) | 7.1                         | 7.4                         | 9.9                         | 9.7                         | 8.8                         | 11.3                        | 9.6                         | 7.7                         | 9.5                         | 8.3                         | 7.6                         | 8.0                         | 104.9                       |
| Số giờ nắng trung bình tháng             | 131.2                       | 139.2                       | 167.5                       | 190.5                       | 202.5                       | 149.6                       | 189.8                       | 217.0                       | 152.7                       | 159.0                       | 140.9                       | 129.0                       | 1.968,2                     |
| Nguồn: Cục Khí tượng Nhật Bản            |                             |                             |                             |                             |                             |                             |                             |                             |                             |                             |                             |                             |                             |

## Nhân khẩu

### Dân số
Theo dữ liệu điều tra dân số của Nhật Bản, dân số của Ayagawa là 22.693 người (tính đến ngày 1 tháng 10, 2020). Dân số thị trấn đạt đỉnh vào năm 1945, sau đó dân số có xu hướng giảm dần.